# John A. Scali

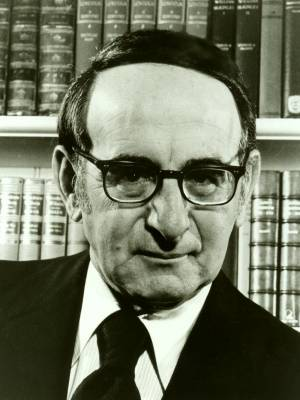
John A. Scali (ohne Jahr)

John Alfred Scali (geboren 27. April 1918 in Canton, Ohio; gestorben 9. Oktober 1995 in Washington, D.C.) war ein US-amerikanischer Journalist und Diplomat.

## Leben
John Scali wuchs in Boston auf. Er studierte Journalismus an der Boston University (B.A.). Er begann beim Boston Herald und im Bostoner Büro von United Press. Er arbeitete 17 Jahre als Korrespondent für Associated Press an verschiedenen Einsatzorten und ab 1961 als Journalist für ABC News. Im Jahr 1962 war er während der Kubakrise Kontaktperson der sowjetischen Botschaft in Washington zur US-Administration und half, die Krise zu beenden.
In der Präsidentschaft Richard Nixons war Scali ab 1971 einer der Präsidentenberater. Nixon ernannte ihn 1973 zum Botschafter der Vereinigten Staaten bei den Vereinten Nationen, was bei den US-amerikanischen Berufsdiplomaten kritisiert wurde. 1975 kehrte er zu ABC zurück und arbeitete dort bis zu seiner Pensionierung im Jahr 1993.